# حسين علي نصيف
حسين علي نصيف (ولد عام 1952) هو عداء عراقي تنافس في سباق 400 متر في دورة الألعاب الأولمبية الصيفية عام 1980.

## روابط خارجية
- حسين علي نصيف على موقع أوليمبيديا (الإنجليزية)